# Gauthier VI Berthout
Pour les articles homonymes, voir Maison Berthout et Berthout.
Gauthier VI Berthout dit le Grand, décédé en 1286. Il est chevalier, avoué de Malines pour l’église de Liège, avoué de l’église Saint-Rombaut à Malines, puis seigneur de Malines. Il est fils aîné de Gauthier V Berthout et de sa femme, Adelise d’Enghien.

## Biographie
Gauthier succède à son père en 1243. Allié à la famille souveraine de Brabant par son mariage avec la nièce du duc Henri II, il suit constamment les intérêts du duc, sans ménager le prince-évêque de Liège.
À ses débuts, la seigneurie de Malines est encore divisée en deux parties : l’une comprend la ville et ses dépendances, et appartient à l’évêché de Liège pour laquelle il exerce l’avouerie ; l’autre appartient à la puissante famille des Berthout. Se considérant indépendant pour son patrimoine, il prend alors d’autorité le titre de seigneur de Malines. Le duc de Brabant, son seigneur suzerain ne trouve rien à y redire puisque cela place la seigneurie sous sa dépendance. Quant à l’évêque de Liège Robert de Thourotte il ne peut agir contre les prétentions de Gauthier, et se contente de protester, mais ses réclamations restent sans effet. Son successeur Henri de Gueldre, en 1246, ne tarde pas à s’apercevoir que la possession de la seigneurie de Malines est devenue illusoire pour lui.
Ayant besoin d’argent, le prélat donne en gage Malines à Henri III duc de Brabant, en contrepartie d’une somme d’argent prêtée par ce dernier.
Vers le milieu du XIIIe siècle l’Église de Liège rencontre de graves difficultés avec ses administrés ; mais ses finances sont exsangues, et Berthout profite de cette situation pour consolider son pouvoir. Voulant contraindre les révoltés par la force, le prélat appelle à son secours Guillaume IV, comte de Juliers et le duc de Brabant, accompagnés de Gauthier Berthout. Henri III après avoir assiégé Saint-Trond, force ses habitants à le reconnaître comme leur souverain avoué : ils s'engagent à le suivre à la guerre, comme le font déjà les habitants de Diest et de Malines. Très vite l’évêque de Liège se rend compte de l’erreur commise en remettant la ville entre les mains du camp Berthout ; il parvient à rassembler la somme nécessaire pour rembourser le gage pris sur Malines, et rentre en sa possession. La paix se fait entre Liège et le Brabant en 1261.
La même année, le duc de Brabant décède et est remplacé par son fils Jean Ier encore enfant. Sa mère désigne Gauthier Berthout et Godefroid de Perwez comme tuteurs. Les jaloux et mécontents, avec à leur tête Arnold de Wesemael, font se révolter les habitants de Louvain, et envahissent les États de Gauthier Berthout, y mettant tout à feu et à sang. Gauthier lève une petite armée composée de Malinois et de Bruxellois ; une bataille sanglante a lieu entre Malines et Louvain. Les partisans de Louvain sont battus, perdant beaucoup de vies.
En 1265, l’évêque de Liège, cherchant à récupérer son influence, met le siège devant le château de Fallais, ancien fief du Brabant, appartenant à Gauthier Berthout. Ce dernier se met alors à la tête des Brabançons et se drige sur Hannut qui appartient à l’Eglise de Liège. Henri de Gueldre est contraint de lever le siège de Fallais, ruminant sa vengeance.
Quelque temps après, Henri de Gueldre, accompagné de son frère Otton II duc de Gueldre, marche sur Malines, s'étant assuré l’aide de Marguerite de Flandre. Mais Berthout réussit à leur couper les vivres, et la disette ne tarde pas à sévir dans le camp liégeois. La comtesse de Flandre intervient alors pour engager Berthout à négocier avec le prélat. Ce dernier est alors contraint de lever le siège, mais s’en venge en ravageant tout le pays qu’il traverse pour rentrer dans ses États.
Par la suite, Berthout prend bien soin des intérêts des Malinois, s’occupant activement de l’embellissement de la ville et de son assainissement ; il étend ses relations commerciales et y favorise le développement des corporations.
Une guerre ayant éclaté entre la Gueldre et le Brabant, Gauthier se trouve encore une fois aux côtés de son parent. Après la trêve conclue en 1285, sous l’égide du roi de France, le duc Jean se met en route pour l’Aragon où il rejoint Philippe le Bel ; le comte Henri de Luxembourg, profitant de cette absence fait irruption dans le pays, aidé par Renaud Ier de Gueldre. Gauthier faisant office de régent de Brabant pendant l’absence du duc, rassemble une petite armée, et stoppe les envahisseurs au-delà de la Meuse. Lorsque Jean Ier de Brabant rentre dans son pays, il fait évacuer le Limbourg à ses envahisseurs.
Gauthier VI Berthout le Grand, après 43 années de règne, meurt en 1286. 

## Mariage et descendance
Gauthier épouse en 1238 Marie d'Auvergne (♰ 19 mai 1280), fille d’Adélaïde de Brabant, et de Guillaume X d'Auvergne, dont :
- Gauthier VII Berthout (+ 1288), chevalier, seigneur de Malines, qui suit ;
- Florent Berthout (+ 1331), seigneur de Malines après son neveu Gilles Berthout (♰ 1310) ;
- Guillaume (♰ 1301), évêque d’Utrecht ;
- Mathilde ou Mahaut (♰ 1306), mariée en 1276 à Maurice V de Craon (♰ 1293), dont Amaury III de Craon ;
- Sophie (♰ 1299), mariée en 1266 à Henri IV (ou V) de Bréda (1268).

## Sources
- Emmanuel Neeffs, in Biographie nationale de Belgique, t. 2, 1868, col. 320-25 (« Gauthier III »).
- Godfried Croenen, Familie en Macht, De familie Berthout en de Brabantse Adel, Louvain: Leuven Universitaire Pers, 2003 (« Wouter V »).
- Famille Berthout sur Généanet, par Guy Van Marcke de Lummen.
- Seigneurs de Malines (Berthout) sur le site Fondation pour la généalogie médiévale (en anglais).